# 大戦景気 (日本)

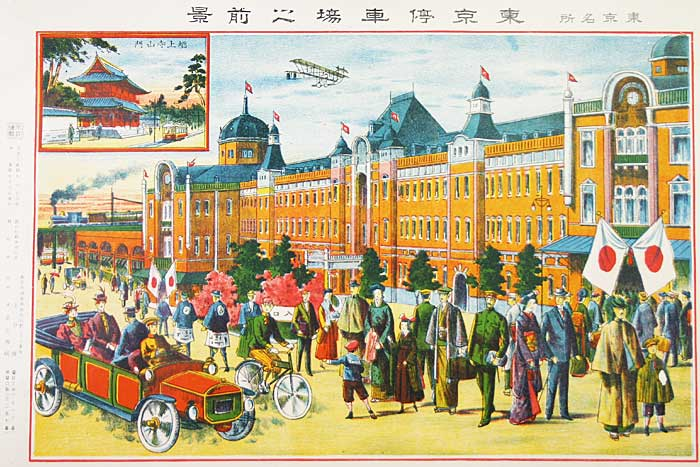
東京名所錦絵『東京停車場之前景』（1919年）

大戦景気（たいせんけいき）、大正バブル（たいしょうバブル）とは、日本の経済史において第一次世界大戦の影響により、その参戦国（連合国）でありながら本土が戦地圏外にあった日本の商品輸出が急増したため発生した空前の好景気（ブーム）。
このブームは1915年（大正4年）下半期に始まって1920年（大正9年）3月の戦後恐慌の発生までつづき、戦前の日本経済の大きな曲がり角となった。工業生産が急激に増大し、重化学工業化の進展がみられ、日本の都市社会にも大きな変貌をもたらした。

## 概要
日露戦争から第一次世界大戦までの約10年間、「五大国」の1国となった日本経済は着実な発展を遂げてはいたが、国際収支はつねに赤字で大蔵省や日本銀行の懸念材料となっていた。1914年（大正3年）4月に成立した第2次大隈内閣（大隈重信首相）は、国際収支改善のために、財政・金融を引き締めて「非募債主義」の姿勢を示した。

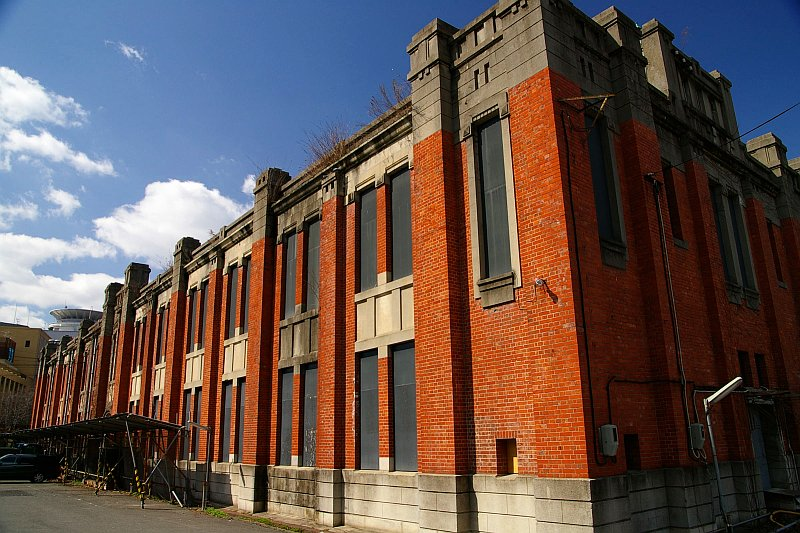
1919年に建造された大阪砲兵工廠の化学分析場

1914年7月、ヨーロッパで第一次世界大戦が勃発すると、当初は、為替相場が混乱し、ロンドンを中心とする国際信用機構の機能が妨げられたことや製品の海上輸送が困難さを増し、工業原料の入手も困難になったことなども加わって一時的に恐慌状態となり、繭価格が暴落した。大隈内閣は、救済に乗り出し、全国蚕糸業者大会の陳情をいれて政府が500万円を出資、帝国蚕糸株式会社を設立して滞貨の買い入れにあたらせた。しかし、一時は深刻な不況にみまわれた日本経済も、翌1915年（大正4年）の後半から好況に転じはじめた。
イギリスやロシア帝国などの連合国側の同盟国や友好国は、不足する軍需品などの供給をすでに有数の先進工業国であった日本に求めた。また、アジア市場からヨーロッパ製の商品が後退したあと、日本の商品に需要が高まり、一時的にではあったが、日本がアジア・アフリカの輸出市場を独占したことで空前の好況を呈することとなった。特に鉱山、造船、商事の3業種は花形産業として潤った。年5割や年7割などの配当をする会社もめずらしくなく、株式市場も活況を呈し、にわか成金が続出した。
この結果、日本政府と日本銀行の保有する正貨（本位貨幣、金本位制においては金貨、金地金および金為替）は、1914年から1918年（大正7年）のあいだに約3億4,000万円から約15億9,000万円に増加し、世界大戦前まで約11億円の債務国（1914年）だった日本は、1920年（大正9年）には27.7億円以上の対外債権を有する債権国に転換した。産業構造では、農業国から工業国へと脱皮し、さらに重化学工業化の進展がみられた。工業生産は急激に増大し、工場労働者は100万人をうわまわった。「東洋のマンチェスター」と呼ばれた工業都市大阪市で一時期、人手不足から「成金職工」も現れた。また、その過程で工業の動力は蒸気力から電力に転換した。

## 貿易の飛躍的な発展
大戦景気は輸出貿易の飛躍的な発展によってもたらされた。日本は参戦したものの、アメリカ合衆国と同様、ヨーロッパを主戦場とする大戦から直接の被害を受けなかった。そのため、アメリカの好景気にささえられて生糸などアメリカ市場向けの輸出が著しく増加した。綿糸や綿布、綿織物、雑貨などは、戦争によりヨーロッパ列強がアジアなどから後退したため中国はもちろんインド・東南アジアなどのアジア市場・アフリカ市場への輸出が増加した
。輸出貿易は、オーストラリアや南米など従来未開拓であった市場でも活発化した
。また、兵器、軍需品、食料品などが戦争当事国であるヨーロッパ諸国に輸出された。
輸出入の総額は1914年（大正3年）から1919年（大正8年）にかけて4倍近くも増加した。また、従来の輸入超過から輸出超過に転じ、大戦期を通じて超過額は14億円にのぼった。第一次大戦中およびその前後の貿易額の推移を下に記す（単位は万円）。
| 相手国                     | 中華民国 | 中華民国 | アメリカ合衆国 | アメリカ合衆国 | 総計    | 総計    | 差引    |
| 年次                       | 輸出     | 輸入     | 輸出           | 輸入           | 輸出    | 輸入    | 差引    |
| -------------------------- | -------- | -------- | -------------- | -------------- | ------- | ------- | ------- |
| 1912年 (明治45年/大正元年) | 11,482   | 5,481    | 16,871         | 12,702         | 52,698  | 61,899  | Δ9,201  |
| 1913年 (大正2年)           | 15,466   | 6,122    | 18,447         | 12,241         | 63,246  | 72,943  | Δ9,697  |
| 1914年 (大正3年)           | 16,237   | 5,831    | 19,654         | 9,677          | 59,110  | 59,574  | Δ464    |
| 1915年 (大正4年)           | 14,112   | 8,585    | 20,414         | 10,253         | 70,831  | 53,245  | 17,586  |
| 1916年 (大正5年)           | 19,271   | 10,864   | 34,025         | 20,408         | 112,747 | 75,643  | 37,104  |
| 1917年 (大正6年)           | 31,838   | 13,327   | 47,854         | 35,971         | 160,301 | 103,581 | 56,720  |
| 1918年 (大正7年)           | 35,915   | 28,171   | 53,013         | 62,603         | 196,210 | 166,814 | 29,396  |
| 1919年 (大正8年)           | 44,705   | 32,210   | 82,810         | 76,638         | 209,887 | 217,346 | Δ7,459  |
| 1920年 (大正9年)           | 41,027   | 21,809   | 56,502         | 87,318         | 194,840 | 233,618 | Δ38,778 |
| 1921年 (大正10年)          | 28,723   | 19,168   | 49,622         | 57,440         | 125,284 | 161,416 | Δ36,132 |

大戦初期では、銅、ラシャ、サージ、靴、アンチモニー、豆類、茶、米、綿布などの輸出が増加したが、大戦中期に輸出額がのびたのは、生糸、汽船、真鍮および黄銅、亜鉛のほか、豆類や綿布は大戦初期から継続して輸出額が伸びつづけた。
また、海運業における運賃などの貿易外収入も貿易黒字に匹敵するほどの巨額にのぼった。

## 生産の急激な発展
輸出貿易の発展を基礎に、国内生産は空前の活況を呈した。特に工業部門の増加は著しく、工業部門生産額が総生産額の過半を占めるようになり、利益率も数倍にのぼり、日本もようやく本格的な工業国となった。この間、軽工業部門では綿糸紡績業、重工業部門では造船業の発展がめざましく、さらに、従来、その多くを輸入に頼っていた化学工業部門も確立した。
生産の発展を業種別にみると、大戦の前半から発展を遂げたのが造船業、海運業、鉱業であり、主として後半に発展したのが化学工業、金属工業、機械器具工業、そして、紡績業、電力・電気鉄道については主に戦後に新設拡張がさかんになったものである。

### 軽工業部門の発展
工業部門の生産額が農業生産額を凌駕したとはいえ、工業生産額のなかでは依然として繊維工業のそれが半ばを占めていた。綿糸紡績業は、東アジア・東南アジアへのヨーロッパ諸国の輸出が途絶したあと、日本商品が同地に進出し、とくに中国市場では独占的地位を獲得したことによって飛躍的な発展をとげた。また、輸出の中心が綿糸から綿布へと移り、1916年から1917年にかけて以降は、綿布が生糸とともに日本の輸出商品の主力となって、綿織物業が発展した。製糸業は、開戦直後、繭価格が暴落したものの、1916年以降アメリカ合衆国の好景気によって輸出が伸び、生産が増えた。

### 重化学工業の発展
工業の中心は依然として軽工業ではあったが、第一次世界大戦が終わるまでのあいだに、海運、造船、綿紡績、銅、石灰、電力、銀行の7部門では独占資本が確立した。「産業の米」とも称され、工業生産の基礎となる鉄鋼業は、大戦による輸入途絶や造船業をはじめとする各工業部門の急激な発展を土台として、福岡県の官営八幡製鉄所の拡張や南満洲鉄道の経営する鞍山製鉄所の設立のほか、1917年に制定された製鉄業奨励法の後押しもあって、三菱の兼二浦製鉄所の新設など、民間製鉄所の新設・拡張が相次いだ。また、東アジア地域への資本支出もさかんとなり、中国の漢冶萍鉱山（湖北省大冶市）からは安価な鉄鉱石がもたらされた。
大戦による世界的な船舶不足によって、海運・造船業は急激な発展をとげた。海運業は世界第3位にまで急成長し、造船技術も世界のトップレベルに肩を並べるまでに達し、造船量も米英に次いで世界第3位に躍進して、いわゆる船成金が続出した。しかし、船の材料となる鉄鋼は当初大幅に不足したため、鉄鋼価格は高騰し、「鉄であれば何でも買え」と指令を出した鈴木商店は大躍進を遂げた。また、アメリカが輸出禁止としていた鉄鋼の輸入をとくに認めてもらうかわりに、完成した船舶を輸出しようという「船鉄交換」もおこなわれた。「船鉄交換」は1917年に実現している。
化学工業は、その基幹部門をなす合成染料と化成ソーダがそれぞれドイツとイギリスの独占におさえられていた。薬品や肥料もドイツからの輸入が多かったが、これら化学製品がいずれも大戦によって輸入が途絶えて品不足になったため、国内生産の確保が必要となった。1915年には染料医薬品製造奨励法が制定され、翌年には政府の補助により日本染料製造が設立されて染料の国産化が開始された。すでに生産が開始されていた過リン酸や石灰窒素においては莫大な利益を得ている。このように、化学工業は、政府の手厚い保護奨励策もあって新興産業として発展の基礎をかためた。
日露戦争後から発達をみせていた電力工業も水力発電を中心にいちじるしく発展し、以後の躍進の基礎を固めた。1914年には大規模水力発電所である猪苗代第一発電所が竣工し、翌年には猪苗代-東京間228キロメートルの送電が成功して、高圧長距離送電が可能となった。電力は、大戦を契機に原動力および照明用としてひろく普及し、原動機の総馬力にしめる電動機の割合は1909年の16パーセントから1919年には62パーセントに拡大して蒸気力をうわまわった。また、余剰電力を利用しての電炉工業や化学工業も勃興した。電力は、他の動力にくらべ低コストであったが、水力発電の開発によって電力価格がさらに廉価となったため、一般家庭や地方都市における電化が進展した。第一次大戦期は、このようなイノベーション（技術革新）の時代であった。
機械器具工業では、工作機械、船用機械、電気機械など、広汎な分野において生産が拡大し、また各部門とも、資本金・生産能力・労働者数などすべてにおいて大きな発展をとげた。特に電気機械は国産化の進展をみた。

## 産業構造と社会の変化

### 財閥の確立と独占資本
諸産業の飛躍的な発展を通じて、資本の集積・集中がいっそう進み、独占が強められた。これに対応して銀行資本の集中が進み、五大銀行（三井銀行・三菱銀行・住友銀行・安田銀行・第一銀行）の支配力が拡大した。これとともに銀行資本の産業支配が促進され、大戦中から戦後にかけて四大財閥（三井財閥・三菱財閥・住友財閥・安田財閥）を中心とする独占資本主義がかたちづくられた。古河財閥、大倉財閥、浅野財閥などの資産家も持株会社を設立し、巨大コンツェルンを形成した。
日本の「財閥」は、
- 1.同族で固める資本の排他性・閉鎖性
- 2.封鎖的性格を強化する「家訓」「家憲」などの存在
- 3.豊かな資金力に支えられた自己金融的性格
- 4.部門ごとには寡占ないし独占的傾向を示す、多角的な事業経営

の諸特徴を有する。
大戦期は、財閥形態が普及したというだけではなく、大資本の新分野への参入や新分野の開拓が活発化し、多角経営の取り組みがなされて、財閥の傘下事業に新しい広がりを見せた時代でもあった。

### 経営者団体の設置
めざましい経済発展のなかで、第一次世界大戦中から戦後にかけて、財閥の主導によって大資本家のおもだった人びとを網羅した日本工業倶楽部（1917年）や日本経済連盟会（1922年）など、資本家・経営者の団体が設立され、経済政策の形成におけるかれらの発言力が強まった。

### 都市への人口集中
工場労働者は第一次世界大戦開始の1914年には85万人であったが、5年後の1919年には147万人と2倍近い増加を示し、とくに重化学工業の発展の結果、男子労働者が急増した。商業・サービス業の発達もめざましく、都市への人口集中が目立った。
梅村又次の推計によれば、1913年から1920年までの7年間で農林業人口は約70万人減少して1,416万人になり、非農林業人口は約250万人増加して1,304万人に達した。
その結果、京浜工業地帯、中京工業地帯、阪神工業地帯、北九州工業地帯が鉄鋼、化学、機械などの分野を中心に形成されていった。

### 都市の変貌
工業ブームで、資本家による工場の新設や設備の革新も活発だった反面、廃棄された機械をベテランの職工が横流しして大金を得たり、あるいはみずからそれを利用して工場を立ち上げるケースもあった。そこから労働力不足が生じ、「成金職工」と呼ばれる富裕な職工も出現することとなるが、従来、都市部の伝統的な職種であった女中や丁稚のなり手がおらず、人手不足に陥るという状況があらわれた。
また、明治の末年に摂津紡績が朝鮮人女工を導入したのを嚆矢として日本人労働者の5割から8割の賃金で働かせることのできる朝鮮人労働者が続々と移入され、大阪では全国最大の朝鮮人町がかたちづくられた。

### 農業と農村の変化
工業の発展にともない都市化が進展すると、農業も変貌を遂げた。野菜・果樹・畜産物など商品的な農産物に対して需要が拡大し、農業技術においても脱穀機の普及や大豆粕肥料・化学肥料の使用が増加した。しかし、一方では地主による土地集積がすすみ、農村人口の都市流出や農産物における工業製品との価格差の拡大など新たな問題も生じた。

## インフレーションと人びとの生活

### インフレとその原因
1913年から1920年までの7年間の実質経済成長率は5パーセント強であった。全体としてみれば、第二次世界大戦後の高度成長期の平均10パーセントの経済成長に比較すれば遠くおよばない。しかし、この時のブーム感が強かったのは、インフレーションのために企業の名目上の利潤が急激に膨張したからであった。大戦景気のあいだ、卸売物価、消費者物価ともに平均2倍強に上昇した。1920年の卸売物価は1913年の約2.6倍になっている。
夕陽丘高等女学校（現大阪府立夕陽丘高等学校）がおこなった、生徒の家庭の1914年と1916年の家計簿を利用した物価調べの結果が、1916年2月8日の『大阪毎日新聞』夕刊に載っている。それによれば、石炭酸が2年間で25銭-30銭から8円に、昇汞（水銀化合物）が1円20銭から6円50銭に値上がりしている。また、毛織物は3割ないし5割増、紙類は6割ないし7割増、ちり紙は4倍増、ソーダが6倍以上、鍋や釜は1.5倍、アルミニウム類2倍、包丁が5割増などとなっており、鉄製バケツは30銭だったものが57銭に値上がりしている。
物価高騰の原因は世界的な戦時インフレの影響もあったが、日本の重化学工業の生産力水準がいまだ低いレベルにあったため、資本財が不足して需要超過の状態がつづいたことにも原因があった。

### 物価高騰と生活苦
賃金や俸給は物価に見合って上昇したわけではなかったので、多くの場合、労働者、サラリーマン、官吏の生活はかえってきびしいものとなった。「職工中の成金」といわれた造船労働者には、1913年から1917年までのあいだに161パーセントもの増収となった者もいたが、平均すると47パーセントも下落しており、生活費の高騰を考慮すると、それ以上の生活苦であった。富山県の漁村より始まった1918年米騒動が全国に波及していった背景には、インフレによる生活難があったのである。高度経済成長期の賃金上昇が消費者物価の上昇率をうわまわって所得分配の平等化を促したのに対し、このときの好況は、物価高騰が賃金の上昇をうわまわったために、所得分配は不平等なものとなり、社会の緊張をむしろ激化させた。

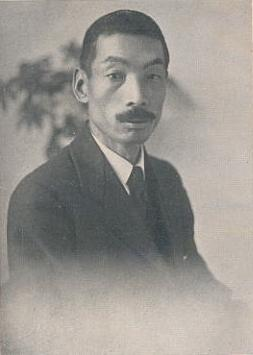
河上肇

下層の人びとの生活は困窮し、大都市ではスラム街が形成され、また、いたるところに質屋があって隆盛し、小学校に入学したばかりの学童も家計を助けるために働いた。欠食児童も多く、朝食ぬきで登校する学童も多かった。官公吏は、その待遇のわるさから、民間に転職することも流行した。妻の内職は当然のことであり、避妊具を購入する吏員が増え、当時の法で禁じられている人工中絶さえおこなわれた。大阪市では、外勤の警察官150余名が結束して当局に生活苦を訴える嘆願書を出す事態が発生している。小学校の教員は低収入・栄養不良が原因で結核に感染するケースが多く、結核は教員の死因の3分の1におよび、社会問題化した。
経済学者河上肇がベストセラー『貧乏物語』を『大阪朝日新聞』紙上に連載したのも、大戦景気のさなかの1916年であった。ここで河上は、貧乏人が貧乏であることは決して当人の責任ではなく、資本家や「成金」と呼ばれる人びとの奢侈にこそ元々の原因があると主張し、かれらの道徳的自覚を求めた。
大阪では市役所を中心に公的な労働者福祉事業が本格化し、公設市場・簡易食堂・共同宿泊所などが設けられ、方面委員制度も実行にうつされた。1920年前後に高揚したストライキの影響を受けて、住友系工場が他の工場にさきがけて終身雇用や年功序列を柱とする新たな労務管理を採用しはじめている。

### インフレと後発企業
インフレーションは、後発企業にとっては著しく不利な条件を課されることとなった。1920年からの戦後恐慌で破綻した企業の多くは後発企業であり、財閥系をはじめとする先発企業は有利な条件をにぎり、のちの独占体制の形成につながった。

## 成金の登場（成金景気）
第一次世界大戦中、民間の船舶は軍用として徴発されたため、大戦の長期化によって船舶不足が深刻化した。これにより、海上運賃と船価が暴騰し、船主や商船会社は巨利をあげ、船成金を生んだ。老朽化した船でさえ引く手あまたの状態であり、大戦前1トンあたり3円ほどであった船舶のチャーター料金は1917年には40円以上に跳ね上がった。船の建造価格もトンあたり50円くらいから最高1,000円近くまで上昇した。日本郵船会社は、1914年の純益484万円が1918年には8,631万円に達し、同年下半期には11割もの配当をしている。

### 船成金
とくに有名な船成金には内田信也、山本唯三郎、勝田銀次郎、山下亀三郎らがいる。
内田は1914年、資本金2万円足らず、チャーター船1隻で汽船会社「内田汽船（のちの明治海運）」を起こしたが、翌々年には所有する船は16隻となり、60割という驚異的な配当をおこない、大戦が終わった翌年には、その資産は7,000万円に膨れあがっていたという。内田は30代の青年であったが、神戸の須磨に「須磨御殿」と呼ばれる敷地5,000坪の豪邸を建てて、連日大宴会を開いたことが有名である。
山本唯三郎は、朝鮮に虎狩りに出かけ、帝国ホテルを借り切って虎肉の晩餐会を催した。

### 鉄成金・鉱山成金
「鉄成金」と呼ばれた神戸の貿易商鈴木商店は、初めは砂糖や樟脳を扱う商社であったが、支配人金子直吉の強気の商業戦略が功を奏して事業が飛躍的に拡大し、1917年には商高が15億円に達して三井物産の11億円を上まわる貿易額を記録した。
日立鉱山の久原房之助は「鉱山成金」の代表といわれる人物である。久原は藤田伝三郎の姻戚にあたり、当初藤田組の経営する小坂鉱山の建て直しに手腕を発揮し、藤田組からの報酬と井上馨の庇護により日立鉱山の経営に乗り出し、他の銅山からも積極的に銅鉱を買い入れていたが、戦時下の銅の値上がりで巨利を得たのであった。久原は前後2回の増資のプレミアムだけで2,000万円以上を儲けたといわれる。久原は、石油、石灰、海運、中国投資などにも事業を拡大し、電気機械修理工場から発足した日立製作所を独立させたが、その急速な拡張ぶりは、当時から「きのこ的発展」と称せられていた。

### 「成金職工」
職工のなかには、労働力不足から「成金職工」と呼ばれる人も現れた。1916年年末の『大阪朝日新聞』には「職工の黄金時代」の見出しでボーナス風景を伝えており、大阪鉄工所では20ヶ月分ものボーナスを受けとった者もいたという。ただし、上述したように、大戦景気は極端な成金と極端な貧窮に苦しむ人びとの格差をむしろ拡大させたのであり、多くの人びとはインフレのために困窮した生活を送った。

## 社会運動の勃興

### 労働運動

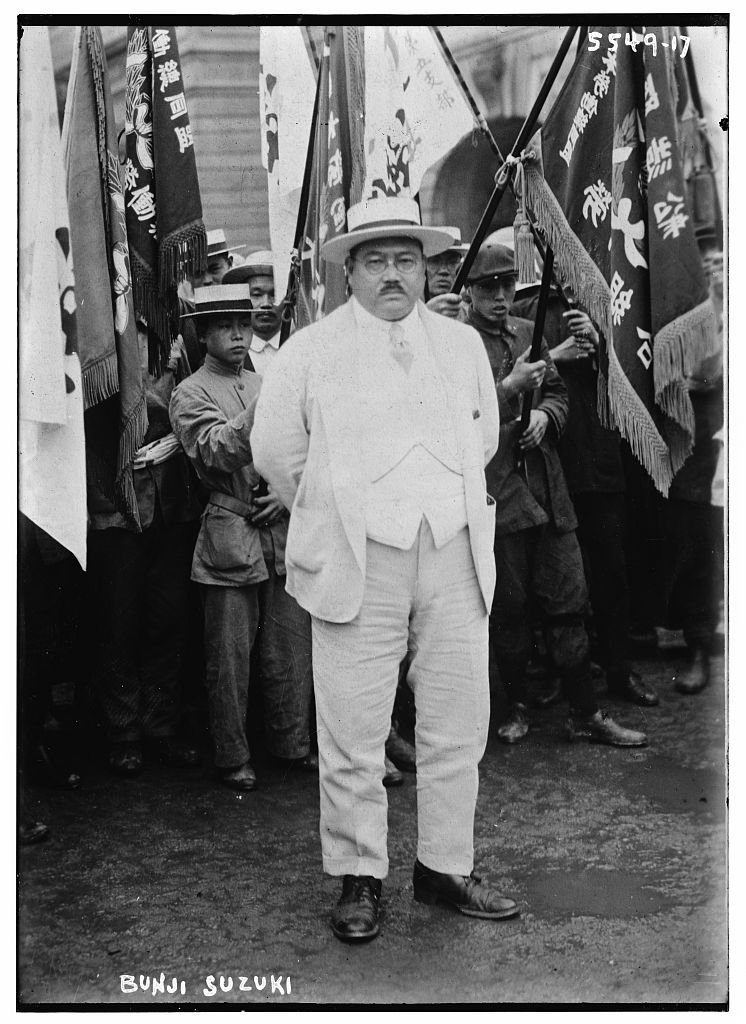
労働運動の草分け的存在となった鈴木文治

男子労働者の急増は、「大正デモクラシー」の風潮下での労働運動の本格的な勃興をまねいた。1912年に鈴木文治らによって創設された友愛会は、当初は労働者相互の親睦や共済に傾注し、学者や名士、労働問題に理解のある経営者を顧問にまねいた啓蒙活動などを主たる活動としていた。修養によって勤勉で能力ある労働者をつくることは資本家側も望むところであり、日本も早晩労働運動が活発になることを見越した経営者は友愛会を通じて労資協調をはかり、階級闘争過激化の予防を企図した。友愛会は1916年には会員1万8,000人、1918年には会員約3万人と規模を拡大し、支部の数も120に達した。大戦景気の労働需要の高まりや大衆運動勃興の影響で、労働者間でも権利を求める活動が活発化し、やがて、労働争議の勃発に呼応して労働組合として性格を強め、1919年には大日本労働総同盟友愛会、1921年には日本労働総同盟と改称した。1920年5月には、第1回メーデーが東京の上野恩賜公園でひらかれている。

### 民衆運動としての米騒動
1918年米騒動は富山県下新川郡魚津町（現魚津市）など富山湾一帯におこっていた米の積み出し反対に端を発したものであり、戦争長期化の影響やシベリア出兵の噂もあって米価のみならず生活必需品全般の高騰による逼迫した民衆生活を背景に全国化していった。青森県・秋田県・岩手県・栃木県・沖縄県をのぞく1道3府37県で騒擾・暴動が起こり、街頭の騒動に参加した者は100万を超え、軍隊が107箇所に出動したといわれる。米騒動は、日比谷焼打事件にはじまる一連の民衆運動の最後に位置するものであり、近代日本史上、民衆運動に対して巨大な兵力が投入されたものとしては最大規模のものである。米騒動は、自然発生的とはいえ、民衆がみずから独自に立ち上がったものであり、この時期に労働争議が急増するなど、その後の労働運動への展開を示唆する民衆による示威行動であった。

### 小作争議
労働市場流動化の影響を受けた農村においても、小作争議が増加しはじめた。大戦景気のブームが過ぎ去った1922年には、日本で最初の全国的な農民組織として日本農民組合（日農）が神戸で創立された。立ち上げの中心となったのは「貧民街の聖者」として知られる賀川豊彦と牧師経験をもつ農民運動家の杉山元治郎という2人のキリスト者であった。

## 財政と資本輸出
政治面では、明治以来つづいていた緊縮財政が未曾有の好景気のなか、軍備拡張を中心とする積極財政に転換した。そのいっぽうで積極的な資本輸出が推進された。

### 財政規模の拡大
ブームにともなう税収の増加にともなって財政規模も拡大した。中央の一般会計に限定しても、歳出が1914年の6億4,800万円から1921年の14億9,000万円まで2倍以上の財政規模となった。これに臨時軍事費を加えれば、7億円から16億円の増加になった。最大の支出項目は軍事費で、1920年と1921年にはシベリア出兵の費用と軍備拡張費によって歳出の6割近くに達した。

### 積極財政
1918年に成立した原内閣は、歳入増加にめぐまれて積極財政を展開した。原敬は、大蔵大臣に高橋是清をむかえ、寺内内閣より引き継いだ中等教育・高等教育の拡充はじめ、鉄道の普及、道路の建設や補修、港湾の修築、河川改良、電話の普及などの公共投資を展開していった。その意味では、大戦景気は、今まで立ちおくれていたインフラストラクチャー整備が着手される契機となった。

### 資本輸出
独占資本の確立とともに、資本輸出もさかんになった。1920年末までには海外投資の額は約30億円にのぼったと推定される。資本輸出はほとんどが対中国投資であった。在華紡が大戦中に倍増するなど紡績会社が中国に進出、その他の部門にも進出した。
寺内内閣は、大戦景気で得た資本を基に積極的な資本輸出を推進、イギリス・フランス・ロシアの連合国公債を引き受けた。
また、日本政府が1918年に実業家で寺内正毅の私設秘書であった西原亀三を密使として派遣し、北京政府安徽派の段祺瑞に1億4,500万円を提供した西原借款など、政治的・軍事的目的をもった投資借款もさかんで、資本輸出のむしろ中心をしめた。投資借款は南満洲鉄道、東洋拓殖会社、日本興業銀行、朝鮮銀行、台湾銀行など特殊会社・特殊銀行を中心におこなわれたが、これは、いわば国家的な成金政略であったといえる。